# Na Alamanda
Alamande (Alamanda en occitan) est une trobairitz (autrement dit un troubadour de sexe féminin) de la fin du XIIe siècle et du début du XIIIe siècle.

## Œuvre
Son œuvre ne nous est connue que par une tenso (forme de débat poétique) avec Girault de Borneil. Elle est également mentionnée par trois autres troubadours ou trobairitz, ce qui semble démontrer qu'elle possédait une place importante dans la société littéraire de l'époque.
La forme de sa tenso avec Giraut de Borneil imite la forme d'une canso de la Comtessa de Dia.

## Tenso
S'ie.us qier conseill, bella amia Alamanda. (Je viens quérir conseil, belle amie Alamanda)

## Identité
Pour certains, elle ne ferait qu'une seule et même personne avec Alamande de Castelnau, née en 1160 dans cette même ville, qui, après avoir fréquenté la cour de Toulouse, serait morte abbesse de Saint-Étienne de Toulouse en 1223.
De même, des similitudes ont été notées entre Alamande de Castelnau et la poétesse italienne Nina Siciliana. 